# Бєляєв Юрій Вікторович
Бєляєв Юрій Вікторович (рос. Беляев Юрий Викторович; нар. 28 серпня 1947, смт Полтавка, Омська область, РРФСР, СРСР)  — радянський і російський актор театру і кіно. Лауреат Державної премії СРСР (1991). Заслужений артист Російської Федерації (1995). Лауреат ряду кінопремій і фестивалів.

## Життєпис
Народився 28 серпня 1947 року.
У дитинстві переїхав з батьками до міста Ступіно Московської області. У 16 років почав займатися в театральній студії «Ступинська театр-студія молодих» під керівництвом О. А. Ліванової.
Після закінчення школи працював на заводі, служив в Радянській армії, працював інструктором ДТСААФ, двірником, вантажником в постановочних майстернях МХАТ в Москві.
Закінчив Театральне училище імені Б. В. Щукіна (1975, акторський курс Л. Ставської), куди вступив з четвертого разу.
З 1975 року — актор Московського Театру на Таганці.
У кінематографі дебютував епізодичною роллю в короткометражній стрічці «Чобітки» (1972). Зіграв понад 130 різнохарактерних ролей у кіно, фільмах-спектаклях і серіалах. Знімається в картинах відомих та провідних радянських і російських режисерів — В. Дербеньова, В. Абдрашитова, О. Прошкіна, В. Бортка, Л. Куліджанова, П. Чухрая, К. Шахназарова, Є. Матвєєва, О. Муратова, Д. Месхієва, В. Попкова, Ю. Бикова та багатьох інших. Найбільш відомі ролі — у фільмах: «Таємниця „Чорних дроздів“» (1983, Персіваль Фортеск'ю), «Одного разу збрехавши…» (1987, Олександр Григорович Крюков), «Слуга» (1988, Павло Сергійович Клюєв), «Ця жінка у вікні...» (1993, Валеріан Чернишов, артист цирку), «П'єса для пасажира» (1995, Кузьмін («Батя»), «Графиня де Монсоро» (1997, т/с, граф Бріан де Монсоро), «Російський бунт» (2000, Миронов, комендант Бєлогорської фортеці), «Сімейні таємниці» (2002, т/с, Олександр Миколайович Єрмаков), «Спас під березами» (2003, т/с, отець Георгій, настоятель храму) тощо.
Працює на озвучуванні і дубляжі фільмів.
Знявся в українському фільмі «Жіноча робота з ризиком для життя» (2006, реж. К. Шафоренко) та серіалі «Криве дзеркало душі» (2013, Україна). Також, знімався в декількох російсько-українських кіно- та телепроєктах («Шереметьєво-2» (1990, Одеська кіностудія), «Тарас Бульба» (2009), «Лист очікування» (2012, т/с), «Особисте життя слідчого Савельєва» (2012, т/с), «Останній яничар» (2014, т/с), «Доглядальниця» (2018, т/с) та ін.).

## Особисте життя
Має дітей від двох перших шлюбів. Перебуває у третьому шлюбі з російською актрисою театру і кіно, співачкою та телеведучою Тетяною Абрамовою (нар. 1975).

## Призи, нагороди, кінопремії
- 1989 — Премія радянських профспілок в області літератури і мистецтва: за роль Ніконова в фільмі «Порох» (1985)
- 1991 — Лауреат Державної премії СРСР (1991) — за головгу роль у фільмі «Слуга» (1988 реж. В. Абдрашитов)
- 1995 — Заслужений артист Російської Федерації: за заслуги в галузі мистецтва
- 1995 — Премія «Золотий овен» Гільдії кінознавців і кінокритиків Росії у номінації «За різноманіття таланту і втілення образів сучасників»
- 1997 — Приз «За найкращу головну чоловічу роль» на міжнародному фестивалі акторів кіно «Сузір'я» Гільдії акторів кіно Росії: за виконання ролі графа де Монсоро в телесеріалі «Графиня де Монсоро»
- 2002 — Приз «За найкращу чоловічу роль» на III російському фестивалі телевізійного художнього кіно «Сполохи» в Архангельську: за виконання ролі олігарха Єрмакова в телесеріалі «Сімейні таємниці» (2001)
- 2002 — Приз «За найкращу чоловічу роль» на міжнародному кінофестивалі «Бригантина» в Бердянську (Україна): за виконання ролі полковника Руянова («Філіна») в художньому фільмі «Левова частка» (2001)
- 2013 — Спеціальний приз Міжпарламентської асамблеї держав-учасниць СНД на XlV Міжнародному телекінофорумі «Разом» в Ялті
- 2014 — Диплом «За глибоке проникнення в образ» (головна роль у фільмі «Мене це не стосується») на XXIII міжнародному кінофорумі «Золотий витязь» (Томськ, травень 2014)
- 2014 — Медаль ФСКН РФ «За сприяння»: за головну роль у фільмі «Мене це не стосується»
- та інші…

## Роли в театрі
(російською)
- Шуйский («Борис Годунов» А. С. Пушкина)
- Неизвестный («Дом на Набережной» по Ю. В. Трифонову)

Театр на Таганці
- Коровьев, Доктор («Мастер и Маргарита» по М. А. Булгакову)
- Язон («Медея»)
- Дёмин («Живой»)
- Егор Иванович («Мать»)
- Виктор Викторович («Самоубийца»)
- Анджей («Час пик»)
- «Послушайте!»
- «Товарищ, верь…»
- «10 дней, которые потрясли мир»

Театр «Эрмитаж»
- Азеф («Азеф»)
- Он («Белая овца»)
- Фёдор Васильевич Протасов («Живой труп»)

Театр «Модерн»
- «Любовь в двух действиях»

## Фільмографія
- «Чобітки» (1972, к/м, епізод)
- «По сліду володаря» (1979, Василь Бєлов, молодий біолог; реж. В. Дербеньов)
- «Лють» (1979, фільм-спектакль; епізод)
- «Таємниця „Чорних дроздів“» (1983, Персіваль Фортеск'ю; реж. В. Дербеньов)
- «Перемога» (1984, Поль Дюкло, журналіст з «Франс Прес»; реж. Є. Матвєєв)
- «Чужі тут не ходять» (1985, Чумаков («Чума»)
- «Порох» (1985, Ніконов)
- «Аеропорт зі службового входу» (1986, пасажир з дитиною, що повинен летіти до хворої дружині)
- «Ті, що зійшли з небес» (1986, Іван Іванович, Герой Радянського Союзу; реж. Н. Трощенко)
- «Моонзунд» (1987, Колчак Олександр Васильович; реж. О. Муратов)
- «Вельд» (1987, Майкл)
- «Десять днів, які потрясли світ» (1987, фільм-спектакль)
- «Одного разу збрехавши…» (1987, Олександр Григорович Крюков; реж. В. Бортко)
- «Вірними залишимося» (1988, Чумаков)
- «Слуга» (1988, Павло Сергійович Клюєв; реж. В. Абдрашитов)
- «Пекло, або Досьє на самого себе» (1989, офіцер-фронтовик, в'язень ГУЛАГу (епізод)
- «Шереметьєво-2» (1990, Ігор Миколайович, кооператор; Одеська кіностудія)
- «Циніки» (1991, Сергій; реж. Д. Месхієв)
- «Справа Сухово-Кобиліна» (1991, Олександр Васильович Сухово-Кобилін; реж. Л. Пчолкін)
- «Дружина для метрдотеля» (1991, Микола, кримінальний авторитет на прізвисько «Дюк»)
- «Помирати не страшно» (1991, слідчий Федоренко; реж. Л. Куліджанов)
- «Царевбивця» (1991, Олександр II; реж. К. Шахназаров)
- «Ця жінка у вікні...» (1993, Валеріан Чернишов, артист цирку)
- «Паром „Анна Кареніна“» (1993, начальник пароплавства)
- «Дощі в океані» (1994, поліцейський Сіммонс; реж. В. Арістов, Ю. Мамін)
- «Незабудки» (1994, Федір, перший чоловік Софії Михайлівни; реж. Л. Куліджанов)
- «П'єса для пасажира» (1995, Кузьмін («Батя»), він же Гурфінкель; реж. В. Абдрашитов)
- «Злодій» (1997, Саня (у віці 48 років), син Каті; реж. П. Чухрай)
- «Графиня де Монсоро» (1997, т/с, граф Бріан де Монсоро, головний ловчий Франції; реж. В. Попков)
- «Самозванці» (1998—2002, т/с, Костянтин, директор фірми)
- «Д. Д. Д. Досьє детектива Дубровського» (1999, Віктор Валер'янович Часовой, адвокат Ірінархова; реж. О. Муратов)
- «Борис Годунов» (1999, Шуйський; телеверсія вистави Театру драми і комедії на Таганці (режисер-постановник — Ю. Любимов))
- «Російський бунт» (2000, Миронов, комендант Бєлогорської фортеці; реж. О. Прошкін)
- «Третього не дано» (2000, т/с)
- «Кобра» (2001, Микита Банін)
- «Темна ніч» (2001, слідчий)
- «Конференція маніяків» (2001, Полянін; реж. О. Фомін)
- «Левова частка» (2001, полковник Руянов («Філін», «Командор»); реж. О. Муратов)
- «Сімейні таємниці» (2002, т/с, Олександр Миколайович Єрмаков, голова «Сервіс-банку»; реж. О. Циплакова)
- «Російські амазонки» (2002, т/с, Гордін, депутат)
- «Спас під березами» (2003, т/с, отець Георгій, настоятель храму)
- «Вокзал» (2003, т/с, Олексій («Боцман»)
- «Сон смішної людини» (2003, фільм-спектакль, смішна людина)
- «Бульварна палітурка» (2003, Мефодій; реж. О. Муратов)
- «Російські амазонки-2» (2003, т/с, Гордін, депутат)
- «Чисті ключі» (2003, т/с, єгер Євдокимов)
- «32 грудня» (2004, «Джокер»; реж. О. Муратов)
- «Горе розуму, або Ейзенштейн і Мейєрхольд: подвійний портрет в інтер'єрі епохи» (2004, документальний; від автора)
- «Кадети» (2004, т/с, генерал Котов; реж. С. Артимович)
- «Курсанти» (2004, т/с, Калашников, начальник училища, полковник)
- «Від любові до ненависті. Вінстон Черчилль» (2004, документальний)
- «Проти течії» (2004, т/с, Анатолій Васильович, батько Анни; реж. А. Матешко)
- «Тільки ти...» (2004, т/с, Юрій Клименко («Клим»); реж. Н. Джорджадзе)
- «Вбити Гітлера. 1921—1945» (2004, документальний)
- «Біла вівця» (2005, Він; телеверсія вистави Московського театру «Ермітаж»)
- «Безсмертна війна» (2005, документальний)
- «Щастя ти моє» (2005, т/с, барон Хаммершмідт)
- «Втеча» (2005, Гур'єв, батько Ірини Вітрової; реж. Є. Кончаловський)
- «Увага, говорить Москва!» (2005, т/с, Василь Ігнатов, майор НКВС)
- «КДБ в смокінгу» (2005, т/с, генерал КДБ Воронцов (прототип — Олександр Сахаровський); реж. О. Фомін)
- «Червона кімната» (2005, Віктор, режисер)
- «Сатисфакція» (2005, т/с, Матіньї)
- «А ви йому хто?» (2006, Євген Петрович, шкільний учитель)
- «Алмази на десерт» (2006, т/ф, Павло Сергійович (Павлік), кримінальний авторитет)
- «Жіноча робота з ризиком для життя» (2006, Костянтин Іванович Хомутов («Спіноза»); реж. К. Шафоренко, Україна)
- «Ленінградець» (2006, контр-адмірал, куратор сім'ї Ніколаєвих; реж. К. Худяков)
- «Він, вона і я» (2006, головний лікар поліклініки; реж. К. Худяков)
- «Медея» (2006, фільм-спектакль, Язон, цар Фессалійський; реж. Ю. Любимов)
- «Московська історія» (2006, т/ф, батько Вероніки)
- «Сонька — Золота Ручка» (2007, т/с, Дорошевич Влас Михайлович, письменник; реж. В. Мережко)
- «Бомжиха» (2007, Володимир Петрович Русаков)
- «Кука» (2007, тато Лєни)
- «Зірка Імперії» (2007, т/с, священик)
- «Вбити змія» (2007, т/с, учитель; реж. В. Попков)
- «Учитель у законі» (2007, Борис Богомолов, колишній «злодій у законі» на прізвисько «Богомол»)
- «40» (2007, Юрій Олександрович Кузнєцов, генерал, начальник управління; реж. О. Галібін)
- «Прекрасна Олена» (2007, Юрій Михайлович Шаманов, відомий художник)
- «Маршрут» (2007, т/с, полковник-відставник)
- «Спостерігач» (2007, Ян Давидович Куратор; Росія—Україна)
- «Марево» (2008, т/с, Петро Федорович, городничий; реж. К. Худяков)
- «Біла ведмедиця» (2008, Леонід Павлович Хряпа, тренер Олександри Платошиної з боксу)
- «Розумниця, красуня» (2008, т/с, Олексій Головін, ректор петербурзької Академії, чоловік Соні; реж. О. Муратов)
- «Афганський привид» (2008, т/с, Еверанський; реж. О. Фомін, П. Мальков)
- «Два кольори пристрасті» (2008, т/с, Василь Миколайович Долгопятов, фармацевтичний магнат)
- «Ніхто, крім нас...» (2008, військовий кореспондент; реж. С. Говорухін)
- «Бомжиха-2» (2009, Володимир Петрович Русаков)
- «Чи міг Сталін зупинити Гітлера?» (2009, документальний)
- «Брудна робота» (2009, фільм № 1 «Діаманти Розумовського»; Лев Розумовський)
- «Поєдинки» (2009, т/с, фільм № 2 «Уряд США проти Рудольфа Абеля»; Рудольф Абель (Вільям Фішер), радянський розвідник-нелегал)
- «Правосуддя вовків» (2009, Сергій Аркадійович Поляков, батько Міки)
- «Тарас Бульба» (2009, Кирдяга, кошовий; реж. В. Бортко, Росія—Україна)
- «Хранитель» (2009, т/с, Борис Валерійович, генерал)
- «Кремлівські курсанти» (2009—2010, т/с, Василь Макарович Романенко, генерал-лейтенант, колишній начальник військового училища)
- «Кандагар» (2010, Соковатов)
- «Братани-2. Продовження» (2010, т/с, Юрій Миколайович Орлов)
- «Сестри Корольови» (2010, т/с, Семен Михайлович, слідчий)
- «Учитель у законі. Продовження» (2010, Борис Богомолов, розкоронований злодій у законі)
- «Хімік» (2010, т/с, Микола Іванович Медведєв, полковник ФСБ)
- «Бігти» (2011, т/с, Тимур Борисович Кашаєв, прокурор, старший радник юстиції)
- рос. «Если бы да кабы» (2011, Павло Велехов)
- «Справжні» (2011, т/с, Олексій Олексійович Кримов, полковник ФСБ)
- «Поцілунок Сократа» (2011, фільм № 6 «Таємниця золотих апостолів», Білорусь; Ян Німцович, директор історичного клубу)
- «Правила маскараду» («Дитина навпіл») (2011, Борис Михайлович Проскурін, заступник міністра морського транспорту; реж. О. Муратов)
- «Сьомін. Відплата» (2011, т/с, Савл, начальник охорони Котова)
- «Цар болгарський» (2011, документальний)
- «Одного разу в Ростові» (2012, Шапошников Матвій Кузьмович, генерал-лейтенант, перший заступник командувача військами СКВО; реж. К. Худяков)
- «Особисте життя слідчого Савельєва» (2012, т/с, Борис Борисович Колотов; Росія—Україна)
- «Дорога на острів Пасхи» (2012, т/с, Георгій Васильович Сурков, віце-президент банку «Меркурій»)
- «Лист очікування» (2012, т/с, Інокентій Степанович Грохольський, головний лікар клініки; Росія—Україна)
- «Собака» (2012, короткометражний; кінорежисер)
- «Агент» (2013, т/с, Михайло Анатолійович Данилов, генерал)
- «Криве дзеркало душі» (2013, т/с, Володимир Ігорович Голіцин; Україна)
- «Мене це не стосується» (2013, Вадим Єфремов, журналіст)
- «Нове життя» (2013, т/с, Максим Георгійович Сластьонов; реж. К. Худяков)
- «Вчитель у законі. Повернення» (2013, т/с, Борис Андрійович Богомолов, директор дитячого притулку)
- «Алхімік. Еліксир Фауста» (2014, т/с, Леонід Дмитрович Болотін, начальник Управління фармакології МОЗ СРСР, заступник міністра; реж. О. Муратов)
- «Суддя» (2014, т/с, Михайло Михайлович Баришев, оперуповноважений на пенсії, дядько Ніни)
- «Останній яничар» (2014, т/с, Мустафа-бей, турецький посол; Росія—Україна)
- «Опікун» (2015, т/с, Лев Шельмак, професор)
- «Зведені долі» (2015, т/с, Роберт Георгійович Шатов)
- «Чума» (2015, т/с, Хомич, кримінальний авторитет)
- «Петрович» (2016, Валерій Степанович Князєв (Князь), кримінальний авторитет)
- «Вчитель у законі. Сутичка» (2016, т/с, Борис Богомолов (Богомол)
- «Поруч з нами» (2016, «потеряшка»)
- «Анна Кареніна. Історія Вронського» (2017, імператор Олександр II; реж. К. Шахназаров)
- «Експропріатор» (2017, т/с, Чибис)
- «Сплячі» (2017, т/с, Олександр Ілліч Нефьодов, генерал ФСБ; реж. Ю. Биков)
- «Учениця Мессінга» (2017, т/с, Вольф Мессінг)
- «Годунов» (2018, т/с, Іван Петрович Шуйський, князь, думний боярин, початковий воєвода)
- «Яр» (2018, Петро Олексійович Матвєєв, дід Ксенії)
- «Доглядальниця» (2018, т/с, Анатолій Павлович Шубін, бізнесмен; Росія—Україна)
- «Сплячі-2» (2018, т/с, Олександр Ілліч Нефьодов, генерал ФСБ; реж. Сергій Арланов)
- «Вислизаюче життя» (2018, Павло Олегович Віленський, батько Альбіни, адвокат)
- «Етерна» (2021, т/с, кардинал Сильвестр)
- «Місія „Аметист“» (2021, т/с, Бубєнщиков)
- «Незломлена» (2021, т/с, Кардонський) та ін.

### Дубляж та озвучування
- «Біле прокляття» (1987, Максим Уваров — роль Лембіта Ульфсака)
- «Заборонена зона» (1988, Олександр Степанович Іванцов — роль Миколи Рибникова)
- «Царевбивця» (1991, пацієнт Тимофеєв / Юровський Яків Михайлович — роль Малкольма Макдавелла; реж. К. Шахназаров)
- «Прокляті і забуті» (1997, документальний, текст від автора)
- «Сни Сталкера» (1998, документальний, читає закадровий текст)
- «Вершник на ім'я Смерть» (читає закадровий текст; реж. К. Шахназаров)
- «Фотолюбитель» (2004, документальний, читає текст)
- «Зникла імперія» (2008; реж. К. Шахназаров)
- «Парі на любов» (2008, Барон — роль Кахі Кавсадзе)
- «Братани-2» (2010, голос Кондора)
- «Володимир Федосєєв. Людина і оркестр» (2011, документальний, текст від автора)
- «Білий тигр» (2012, закадровий переклад; реж. К. Шахназаров)